# فرودگاه بین‌المللی آبراهام گونزالس
فرودگاه بین‌المللی آبراهام گونزالس (به انگلیسی: Abraham González International Airport) یک فرودگاه همگانی مسافربری با کد یاتا CJS است که یک باند فرود آسفالت دارد و طول باند آن ۲۷۰۰ متر است. این فرودگاه در شهر سیوداد خوارس، چیئوائوا کشور مکزیک قرار دارد و در ارتفاع ۱۱۹۰ متری از سطح دریا واقع شده‌است.